# Gilead (region)

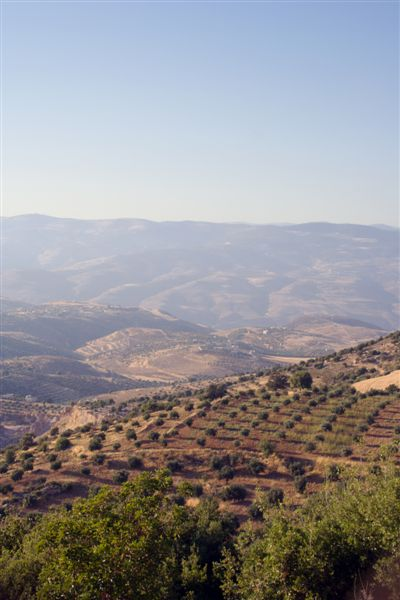
Gilead

Gilead, Galaza, Galaaditis (hebr. הַגִּלְעָד) – region na wschód od Jordanu, od północy ogranicza go Jezioro Tyberiadzkie, na południu – Morze Martwe. Według Księgi Powtórzonego Prawa (Pwt 3,10) na Gilead składały się w starożytności Baszan, Szefela i Gilead, przy czym ostatni był częścią regionu bogatego w tereny pasterskie według Księgi Powtórzonego Prawa (Pwt 3,12–13) i 1 Księgi Królewskiej (1 Krl 4,17) oraz hodowlanego zgodnie z Księgą Liczb (Lb 32,1). Księga Jeremiasza (Jr 8,22) wspomina o uzdrawiającym balsamie z Gilead.

## Historia
Najstarsze ślady obecności ludzi w Gilead sięgają XXIV–XXIII wieku p.n.e. Państwowość w regionie narodziła się w XIII wieku p.n.e. wraz z powstaniem królestw Moabu i Edomu w południowych częściach regionu. Stąd nastąpiła inwazja Amorytów na cały kraj. Ich ekspansja została zahamowana wskutek wędrówki Izraelitów, o czym wzmiankuje Księga Liczb (Lb 32). Księga Sędziów (Sdz 11) relacjonuje walkę Jefte z Ammonnitami o Gilead. Także na przełomie XI–X wieku p.n.e. o miasto Jabesz według 1 Księgi Samuela (1 Sm 11) walczył z nimi Saul.
Wkrótce po podziale królestwa Izraela (II połowa X wieku p.n.e.) północny Gilead został zajęty przez Aramejczyków, zaś reszta kraju – przez Ammonitów. W 814 roku p.n.e. damasceński król z dynastii aramejskiej – Chazael – wyparł Ammonitów z Gilead. Do Izraelitów Gilead powrócił wskutek konfliktu asyryjsko-aramejskiego na początku VIII wieku p.n.e. za panowania następcy Chazaela – Ben-Hadada III. W 732 roku p.n.e. Asyria pod panowaniem Tiglat-Pilesera III podbiła Izrael, w tym północny Gilead, deportując ludność w głąb kontynentu, zaś na terytorium Gileadu tworząc satrapię Galazę. Południowa część kraju należała wówczas do Ammonitów. Po zakończeniu niewoli babilońskiej Gilead nie powrócił do Izraelitów.
Za panowania Aleksandra Wielkiego w drugiej połowie IV wieku p.n.e. Gilead jako dystrykt Galaaditis wszedł w skład imperium. Pod koniec IV wieku p.n.e., już po rozpadzie imperium macedońskiego, a za panowania Seleucydów, w kilku miastach Gilead osiedlili się Izraelici. W okresie powstania Machabeuszów w drugiej połowie II wieku p.n.e. niektóre miasta Gilead zostały opanowane przez Judę Machabeusza. W pierwszej połowie I wieku p.n.e. Aleksander Jannaj zorganizował dwie wyprawy zakończone podbojem Gilead.
Na początku okresu rzymskiego w 63 roku p.n.e. Pompejusz wskutek swojej wyprawy wojennej podzielił Gilead na kilka okręgów, którymi zarządzały pobliskie większe miasta. Część z tych miejscowości należała do Dekapolu. Za panowania Heroda Wielkiego na przełomie er Gilead znalazł się poza granicami jego monarchii. Po rzymskich reformach administracyjnych ze 106 roku region dołączono do Arabii Petraea. Na przełomie III i IV wieku Euzebiusz z Cezarei wzmiankował o Gileadzie jako mieście, zlokalizowanym pomiędzy Fenicją, Arabią a Libanem, rozciągniętym w stronę Petry.